# Sahastata
Genre
Sahastata est un genre d'araignées aranéomorphes de la famille des Filistatidae.

## Distribution
Les espèces de ce genre se rencontrent dans le Nord de l'Afrique, au Moyen-Orient et en Asie du Sud.

## Liste des espèces
Selon World Spider Catalog (version 23.0, 28/02/2022) :
- Sahastata amethystina Marusik & Zamani, 2016
- Sahastata aravaensis Ganem, Magalhaes, Zonstein & Gavish-Regev, 2022
- Sahastata ashapuriae Patel, 1978
- Sahastata bosmansi Zonstein & Marusik, 2019
- Sahastata infuscata (Kulczyński, 1901)
- Sahastata nigra (Simon, 1897)
- Sahastata sabaea Brignoli, 1982
- Sahastata sinuspersica Marusik, Zamani & Mirshamsi, 2014
- Sahastata wesolowskae Magalhaes, Stockmann, Marusik & Zonstein, 2020
- Sahastata wunderlichi Magalhaes, Stockmann, Marusik & Zonstein, 2020

## Systématique et taxinomie
Ce genre a été décrit par Benoit en 1968 dans les Filistatidae.

## Publication originale
- Benoit, 1968 : « Synopsis des Filistatidae africains (Araneae). » Annali del Museo Civico di Storia Naturale Giacomo Doria, vol. 77, p. 92-102.